# Asclepíades d'Anazarbe
Asclepíades d'Anazarbe (en grec antic Άσκληπιάδες) fou un escriptor grec nascut a Anazarb, a Cilícia, mencionat per Esteve de Bizanci com a autor de moltes obres, però només n'assenyala específicament una d'elles, sobre rius (περὶ ποταμῶν).